# راه سوم (مجموعه تلویزیونی)
راه سوم نام یک مجموعهٔ تلویزیونی ایرانی به کارگردانی قاسم جعفری است که ۱۳۷۷ تهیه و از شبکه ۳  پخش شد.

## خلاصه داستان
این مجموعه تلویزیونی با نگاهی روانکاوانه و در قالب طنز، به مشکلات خانواده‌ها می‌پردازد.

## بازیگران و عوامل تولید

### بازیگران
- جمشید مشایخی
- فریماه فرجامی
- جلیل فرجاد
- اکبر عبدی
- امین زندگانی
- نگار فروزنده
- مهدی امینی‌خواه
- مهرانه مهین ترابی
- رامین نعمتی
- صالح میرزا آقایی
- رضا منوچهری
- اسماعیل رضایی
- رویا اسکندری
- پروچستا امیری

### عوامل تولید
- کارگردان: قاسم جعفری
- فیلمنامه: منوچهر شمسایی، حمید فولادقلم
- تصویربردار: داود عبدالحسین‌زاده
- تهیه‌کننده: مهدی شمسایی
- تعداد قسمت‌ها: ۲۶ قسمت
- مدت زمان: ۱۱۷۰ دقیقه
- محصول: موسسه فرهنگی سیماهنگ به سفارش گروه فیلم و سریال شبکه ۳
- سال تولید: ۱۳۷۷